# Alfred Henry Maurer
Alfred Henry Maurer (New York, 21 april 1868 – aldaar, 4 augustus 1932) was een Amerikaans kunstschilder. Hij wordt gerekend tot het vroege Amerikaanse modernisme.

## Leven en werk
Maurer was de zoon van een lithograaf van Duitse herkomst en werd aanvankelijk door zijn vader opgeleid. Later volgde hij lessen op de National Academy of Design, bij William Merritt Chase. In 1897 ging hij naar Parijs en studeerde aan de Académie Julian.
Maurer was een uiterst veelzijdig kunstenaar die gedurende zijn artistieke loopbaan vrijwel alle artistieke tendensen van zijn tijd beoefende. Zijn vroege werk, rond de eeuwwisseling, bestond voornamelijk uit genrestukken in een esthetische, realistische stijl. Hij had veel succes en ontving diverse prijzen. Zijn schilderij An Arrangement (1901) werd onderscheiden met de Carnegie International-prijs.
Na 1904 vond er een ommekeer plaats in het werk van Maurer, door zijn kennismaking met de Franse avant-gardekunst. Hij ging experimenteren met de verzadigde kleuren van het fauvisme, de formele theorieën van het kubisme en met andere moderne ontwikkelingen in de kunst. Hoewel hij minder succesvol was dan in zijn realistische periode bleef hij vaak exposeren, onder andere in Gallery 291 van Alfred Stieglitz te New York.
In 1914 keerde Maurer definitief uit Amerika terug en was lange tijd verbonden aan de Wye Gallery in New York. Zijn latere werk wordt gedomineerd door gestileerde, uitgerekte vrouwenfiguren, modernistische stillevens en landschappen.
Maurer pleegde zelfmoord in 1932, door ophanging, op 64-jarige leeftijd, kort na de dood van zijn vader. Hoewel hij bij zijn overlijden geen groot aanzien genoot wordt hij tegenwoordig gezien als een der belangrijkste vroege vertegenwoordigers van het Amerikaans modernisme.
Werk van Maurer in onder andere te zien in het Whitney Museum of American Art in New York. Veel werk is ook in privé bezit.

## Galerij

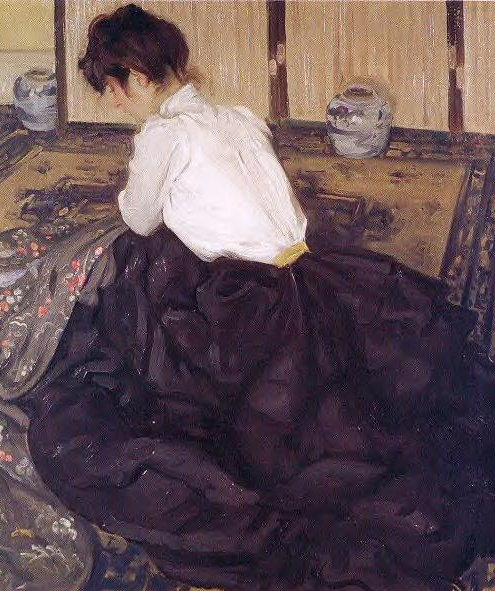
An Arrangement, 1901
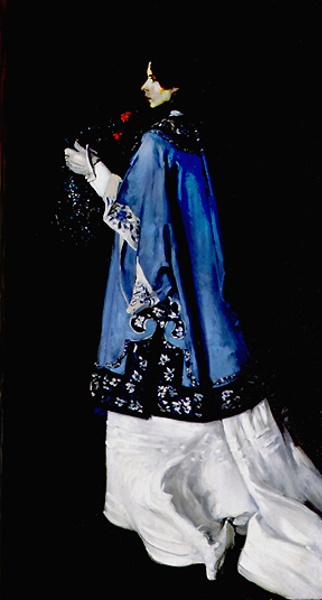
Gabrielle, ca. 1900
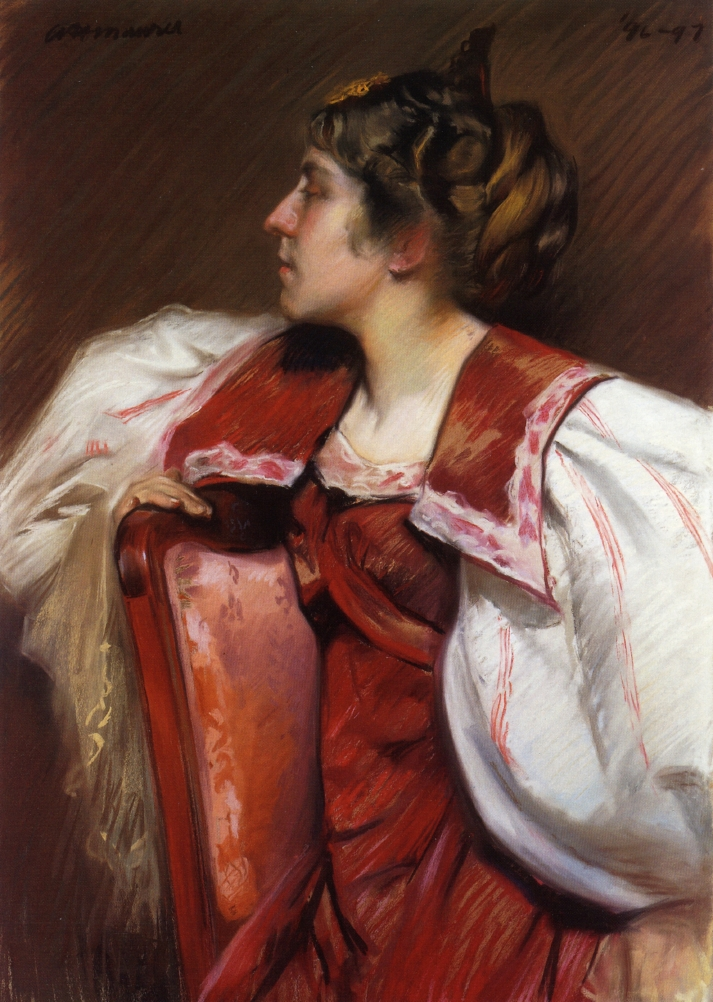
Eugenia, 1897
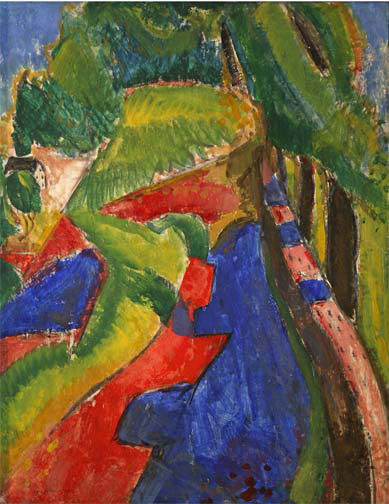
Fauve Landscape with Red and Blue, ca. 1908
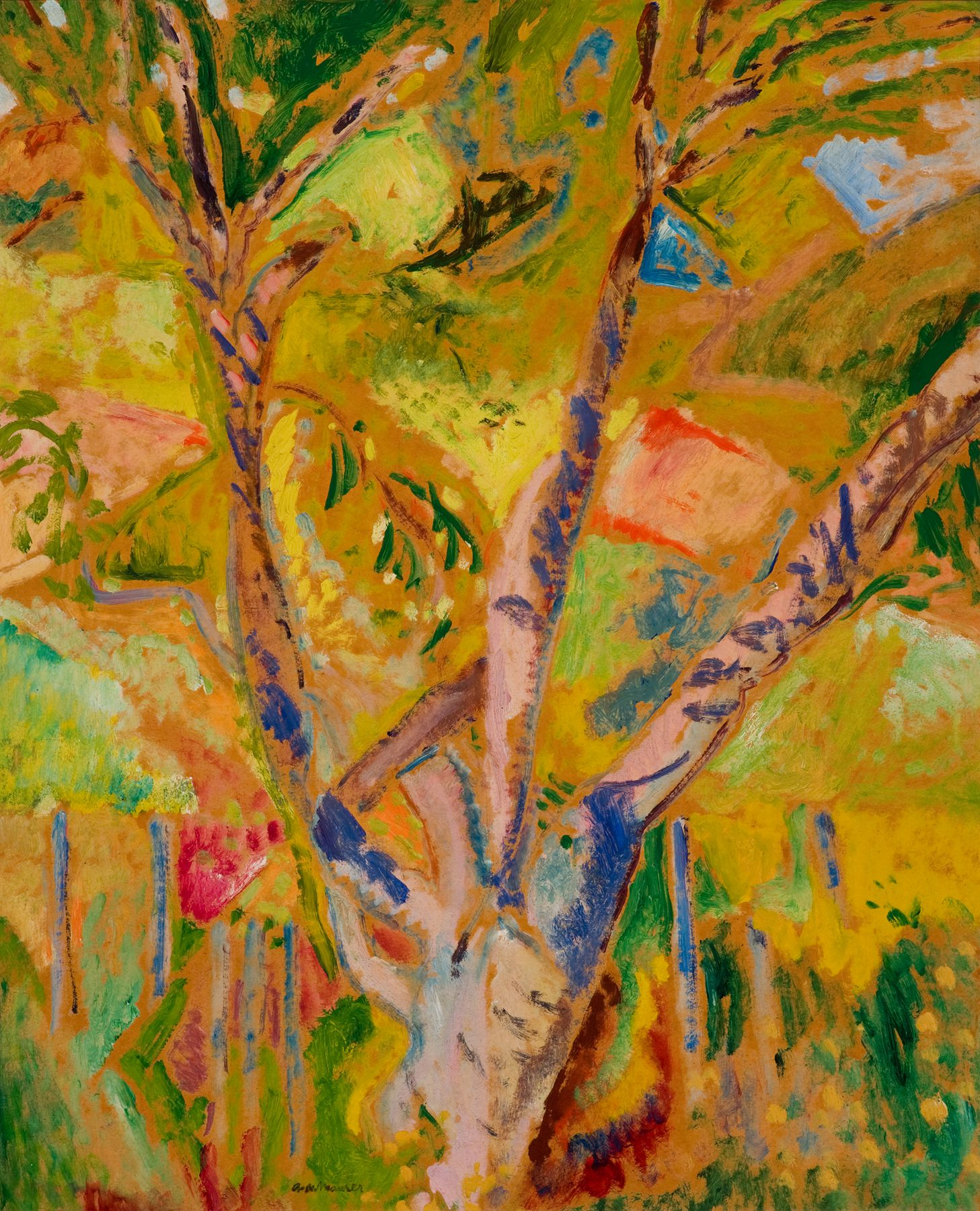
Landscape of Provence, ca. 1912
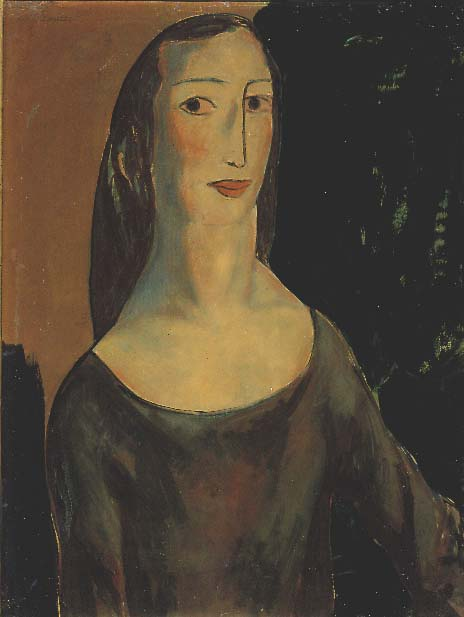
Head of a Woman
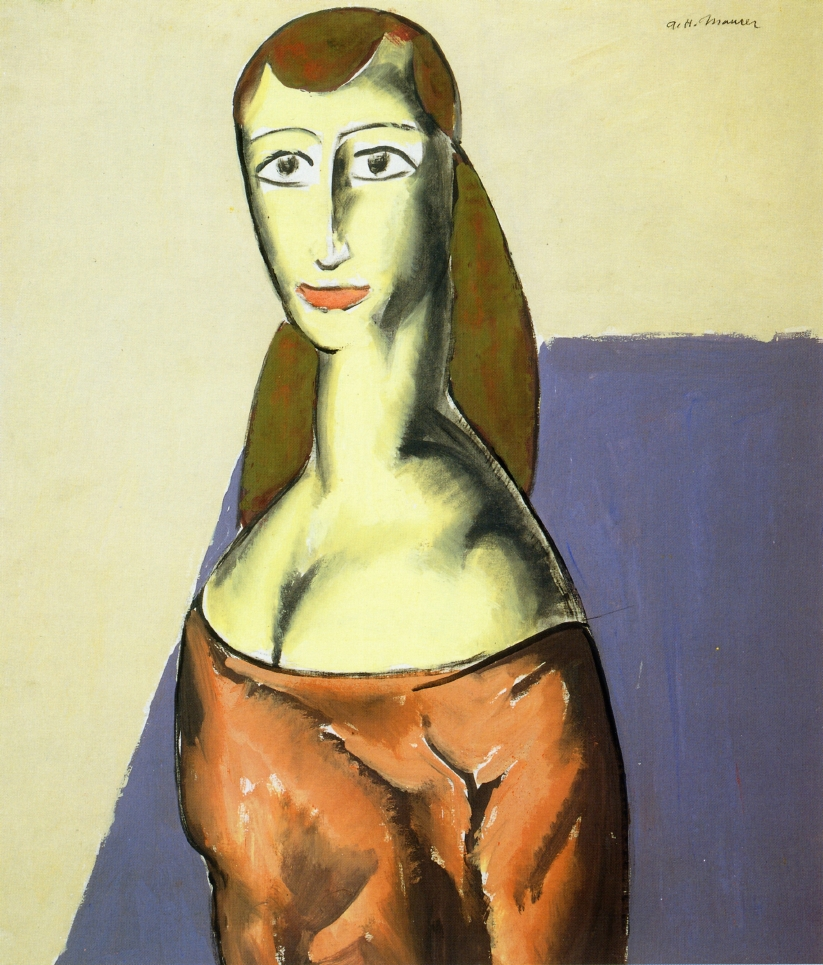
Girl, 1923
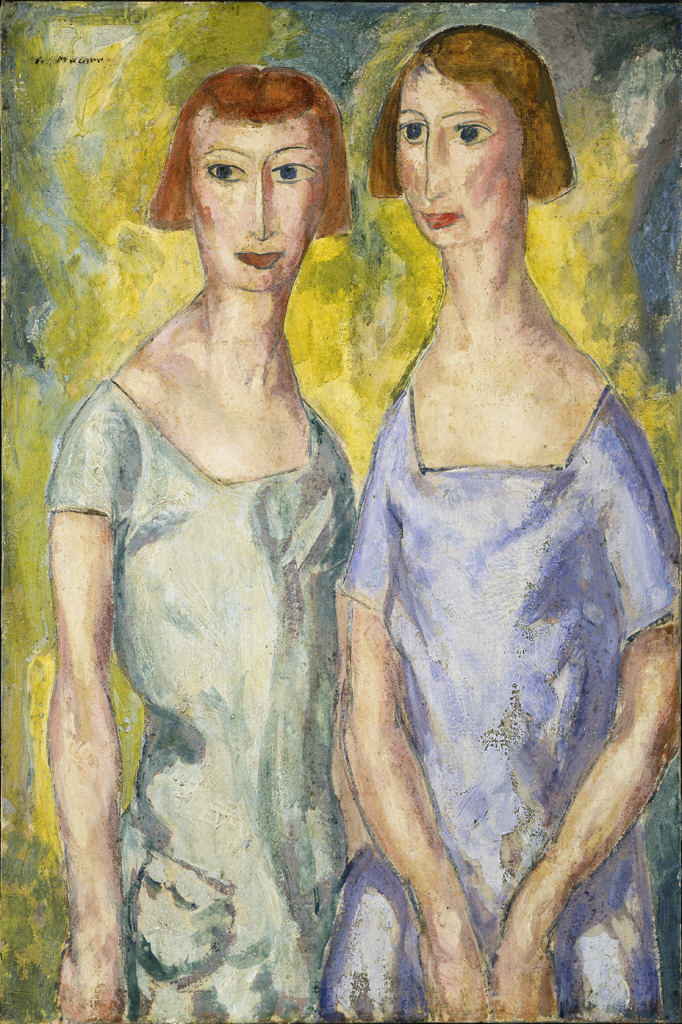
Two Sisters, 1924
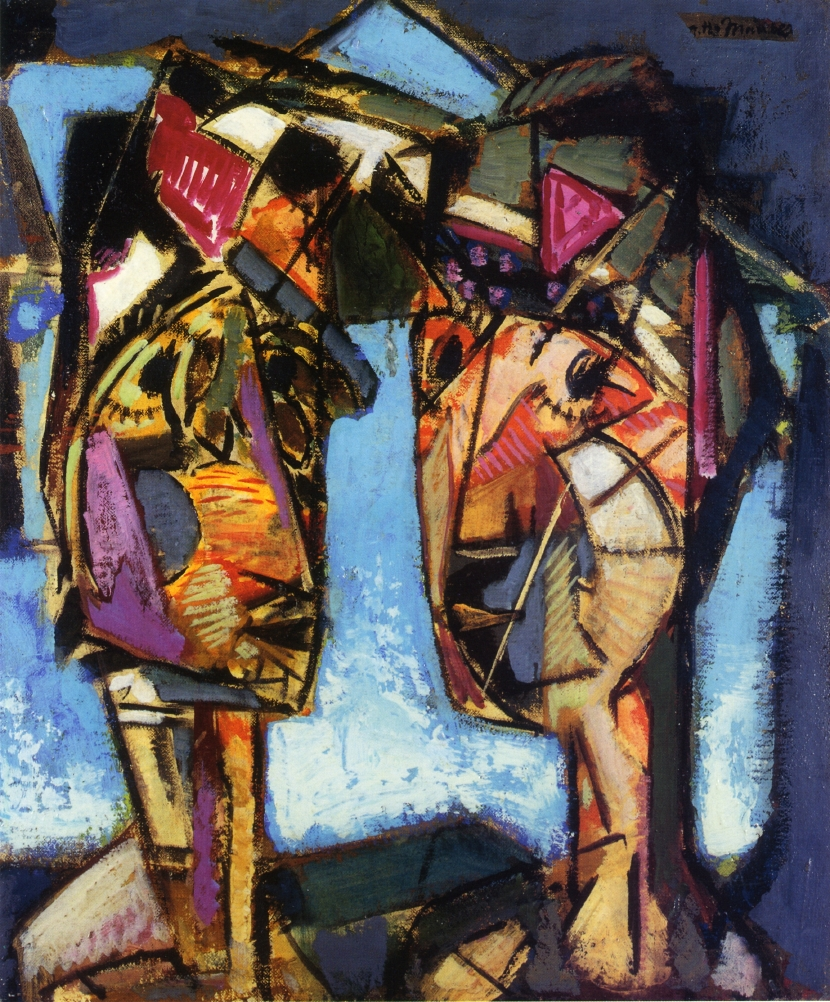
Two Heads, 1930
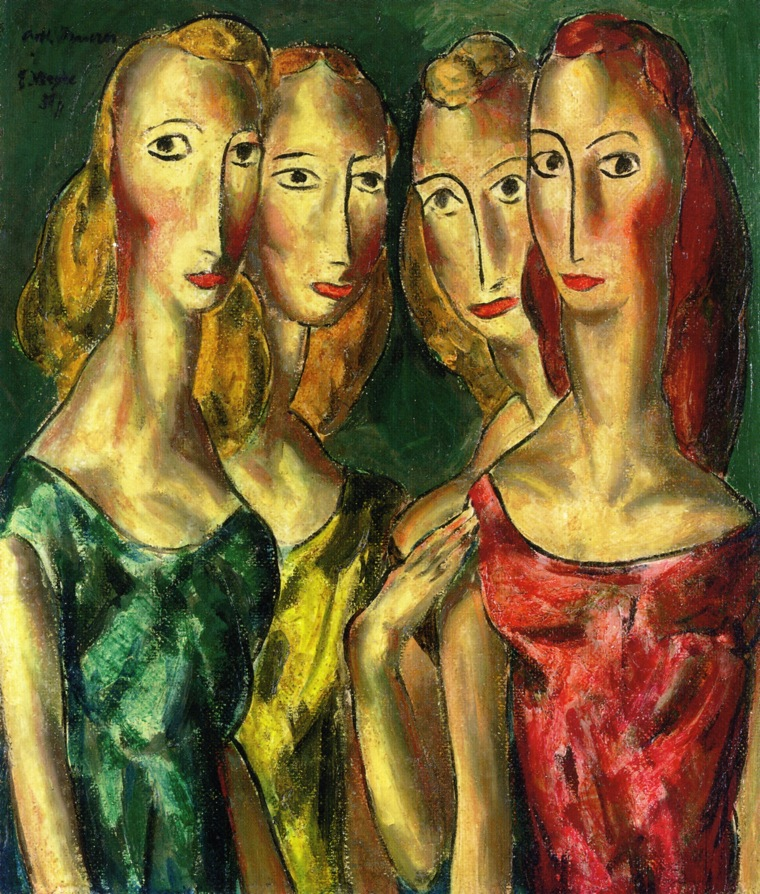
Four Sisters, 1931